# Estadio Municipal Miguel Riffo León
El Estadio Municipal Miguel Riffo León es un recinto deportivo ubicado en la comuna de Graneros, Región del Libertador General Bernardo O'Higgins, Chile. Es propiedad de la Ilustre Municipalidad de Graneros y su aforo tras su última remodelación asciende a 7000 espectadores. El recinto fue utilizado por el Club Deportivo Chiprodal en la Tercera División de Chile durante 14 temporadas (entre 2006 y 2008 jugó con el nombre de Graneros Unido). En la actualidad alberga encuentros de los clubes amateur locales agrupados en la Asociación de Graneros.

## Remodelación
En octubre de 2011 se dio inicio a las obras de remodelación del estadio. Las obras incluyeron una nueva cancha de césped sintético de 100 por 67 metros, nuevos baños y camarines y mejoramiento integral de las graderías, ampliándolas a una capacidad de 7.000 espectadores. El costo de las obras ascendió a 1500 millones de pesos. A finales del año 2012, la Municipalidad de Graneros bautizó el recinto como "Estadio Municipal Miguel Riffo León" en homenaje a un reconocido entrenador de fútbol de menores de la comuna fallecido en el año 2010.
Las obras de remodelación del estadio nunca fueron concluidas, pues en el año 2013 estas fueron paralizadas definitivamente debido a los constantes atrasos de la empresa constructora encargada de los trabajos. El recinto deportivo en la actualidad es utilizado con sus obras sin terminar.